# Vredefort
Vredefort es una pequeña localidad agrícola en la Provincia del Estado Libre de Sudáfrica con producción de ganado, almendras, sorgo, girasol y maíz.
La localidad fue fundada en 1876 en el cráter de Vredefort, el mayor cráter de impacto en todo el mundo (con un diámetro de 300 km). El meteorito que impactó en la superficie, de aproximadamente 10 km de diámetro, ocasionó la formación de las rocas auríferas del Estado Libre, hace 2 020 millones de años, aproximadamente. El nombre Vredefort le fue dado después de la resolución pacífica de una situación que casi llevó a la guerra entre el Transvaal y el Estado Libre de Orange.
Los británicos construyeron aquí un campo de concentración durante la Segunda Guerra Anglo-Bóer para recluir a las mujeres y los niños bóeres.